# Melitaea balbita
Melitaea balbita är en fjärilsart som beskrevs av Moore 1874. Melitaea balbita ingår i släktet Melitaea och familjen praktfjärilar. Inga underarter finns listade i Catalogue of Life.